# Cymatura mucorea
Cymatura mucorea är en skalbaggsart som beskrevs av Leon Fairmaire 1887. Cymatura mucorea ingår i släktet Cymatura och familjen långhorningar.
Artens utbredningsområde är Kenya. Inga underarter finns listade i Catalogue of Life.